# Maximilian - Il gioco del potere e dell'amore
Maximilian - Il gioco del potere e dell'amore (Maximilian – Das Spiel von Macht und Liebe) è una miniserie televisiva tedesca trasmessa su ORF dal 1 al 3 marzo 2017.
In italiano è stata trasmessa su Rai 3 il 9 e 10 agosto 2018 in due puntate.

## Trama
1477. Alla morte di Carlo il Temerario, sua figlia Maria diventa duchessa. I nobili cercano di costringerla a sposare il Delfino di Francia, ma lei sceglie Massimiliano d'Asburgo.

## Produzione
Le riprese della miniserie ebbero luogo nell'autunno e nell'inverno del 2015 a Vienna, nella Bassa Austria, in Stiria, Ungheria, Repubblica Ceca e Belgio. Girata in circa 60 castelli e palazzi, tra i luoghi delle riprese vi furono l'abbazia di Zwettl, il castello di Rosenburg, i castelli di Rappottenstein e Kreuzenstein, il Franzensburg a Laxenburg e la Votivkirche di Vienna, la Sacré Coeur Pressbaum, le Burguine Dobra e il castello di Grafenegg. 3000 comparse, 550 cavalli, 800 costumi e 100 armature completarono lo scenario. Il budget fu di 15 milioni e mezzo di euro.

## Riconoscimenti
- 2017 – Prix Europa[11]
  - Candidatura – Fiction TV
- 2017 – Bambi Awards[12]
  - Candidatura – Miglior attore nazionale a Jannis Niewöhner
- 2018 – Romy Gala[13]
  - Vinto – Miglior film TV
  - Candidatura – Miglior fotografia (TV) a Thomas W. Kiennast